# أزمة شمال كوسوفو (2011-2013)

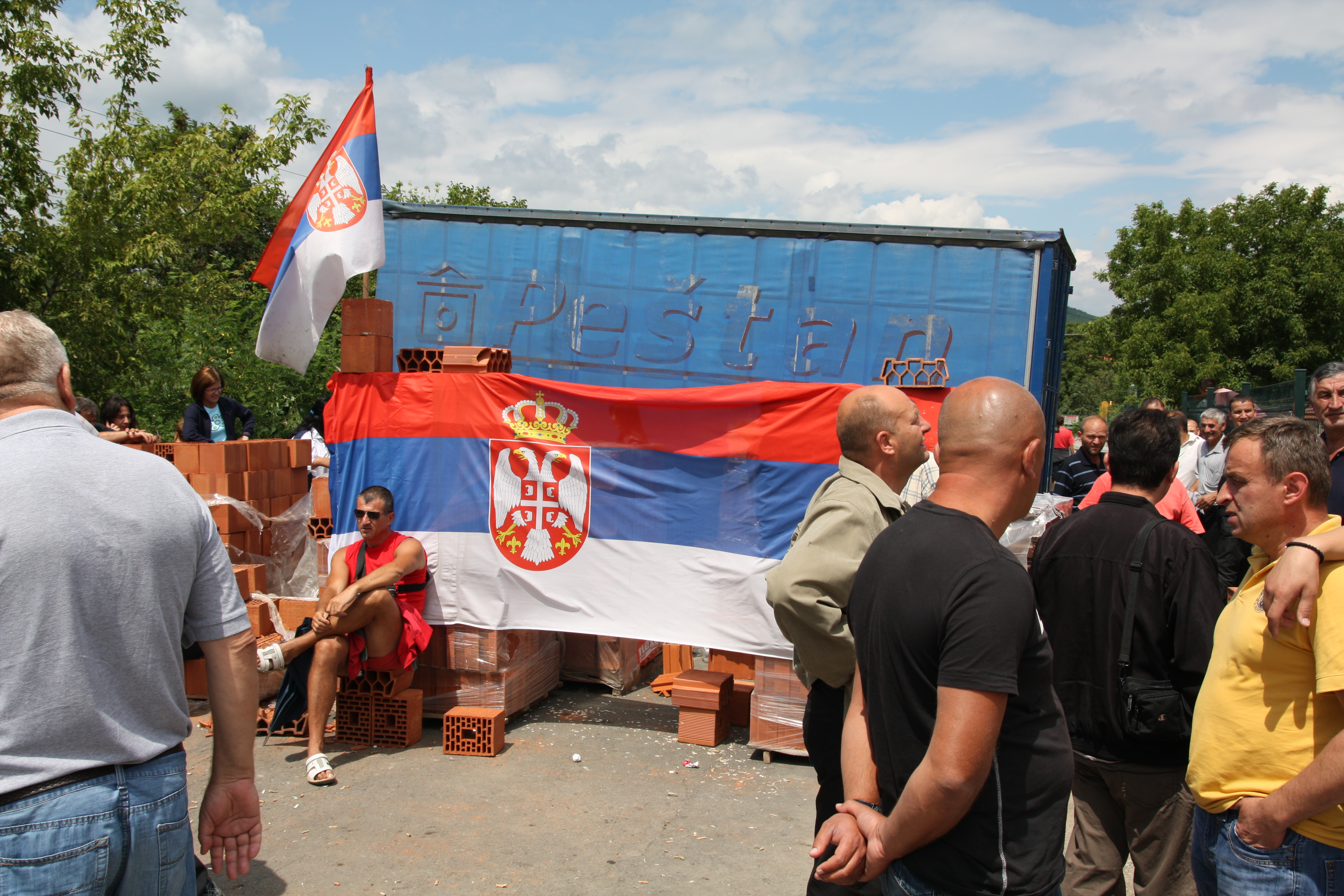
حواجز صربية في زفيتشان

بدأت الاشتباكات بين جمهورية كوسوفو والصرب العرقيين في شمال كوسوفو في 25 يوليو 2011؛ عندما اتجهت شرطة كوسوفو إلى بلديات شمال كوسوفو التي يسيطر عليها الصرب للسيطرة على عدة معابر إدارية حدودية. وقع ذلك دون استشارة شرطة كوسوفو لصربيا أو قوات كوسوفو أو بعثة الاتحاد الأوروبي لسيادة القانون في كوسوفو). استمر تصعيد التوترات وسط مخاوف من الاتحاد الأوروبي، الذي ألقى باللوم أيضًا على كوسوفو في الاستفزاز أحادي الجانب، وذلك على الرغم من أن التوترات بين الجانبين كانت قد خفت إلى حد ما بعد تدخل قوات كوسوفو التابعة لحلف الناتو. وُقِّعت اتفاقية في بروكسل بين ممثلي كوسوفو وصربيا في 19 أبريل 2013. منحت الوثيقة المكونة من 15 بند صلاحيات مفوضة إلى شمال كوسوفو فيما يتعلق بالتنمية الاقتصادية، والتعليم، والرعاية الصحية، والتخطيط الحضري، والعديد من الآليات التي سمحت ببعض الاستقلالية في العدالة والشرطة والمسائل الانتخابية.

## خلفية

### المعابر الحدودية الإدارية بين كوسوفو وصربيا
وقعت الاشتباكات بسبب مواجهة طويلة بشأن التجارة عبر الحدود. لم تتمكن كوسوفو من تصدير أي شيء إلى أو عبر الأراضي التي تسيطر عليها حكومة صربيا مباشرة منذ إعلان الاستقلال. كان هناك اضطراب في التجارة عبر الحدود بعد حظر صربيا على واردات كوسوفو؛ وذلك على الرغم من اعتماد العديد من الوظائف في كلا الجانبين على التجارة عبر الحدود. ركزت صربيا قواتها في المنطقة الشمالية لفرض مقاطعة البضائع من كوسوفو نفسها.
استخدم صرب كوسوفو الممرات الجبلية للعبور بين شمال كوسوفو وصربيا في الماضي؛ وذلك على الرغم من أن قوات كوسوفو نفذت «الإنذارات الغامضة» لإزالة الحواجز. كان القطار اليومي المتجه إلى جنوب صربيا ممتلئًا في نفس الوقت الذي أُغلِق فيه الجسر الذي يفصل متروفيتسا في وجه الذهاب نحو الجنوب. طالب الاتحاد الأوروبي صربيا بتفكيك «الهياكل الموازية» للحكومة في شمال كوسوفو. قال وزير الدولة الصربي لشؤون كوسوفو، أوليفر إيفانوفيتش: «نحن لا نعتبرها "هياكل موازية"، بل نعتبرها الهياكل الوحيدة لأننا لا نعترف باستقلال كوسوفو». قال أيضا إن تقسيم كوسوفو غير وارد، وذلك على الرغم من أن الرئيس الصربي بوريس تاديتش قال إنه منفتح على هذا الاحتمال. لا يعترف الصرب في شمال كوسوفو بحكومة كوسوفو ولا يتعاونوا معها.
كان أفراد من بعثة الاتحاد الأوروبي المعنية بسيادة القانون في كوسوفو والصرب من شرطة كوسوفو يسيطرون على المعابر الحدودية الإدارية في 26 يوليو قبل محاولة شرطة كوسوفو الاستيلاء عليها.

## الأهداف
التزم شمال كوسوفو، كجزء من جمعية مجتمع بلديات كوسوفو، بقرار مجلس الأمن التابع للأمم المتحدة رقم 1244؛ وتحدى إعلان استقلال كوسوفو لعام 2008 (عندما كانت المقاطعات الصربية في كوسوفو تحت السيطرة المحلية، وتنازعت عليها الجمعية الألبانية في كوسوفو) حتى اتفاقية بروكسل لعام 2013. سعت حكومة جمهورية كوسوفو إلى تعيين مسؤولي الجمارك عند المعابر الحدودية الإدارية مع صربيا الوسطى. عارض صرب كوسوفو وجود ألبان كوسوفو عند المعابر، فبنوا حواجز على الطرق لجعل الحركة صعبة على أفراد قوات كوسوفو.

## الاستجابة

### كوسوفو
قال رئيس الوزراء هاشم ثاتشي إن العملية الأولية للشرطة كانت «خطوة ملموسة في إرساء سيادة القانون في شمال كوسوفو». أضاف أنه من خلال التعاون مع «المجتمع الدولي، فإن دستور وسيادة بلدي مقدسان لي ولأبناء بلدي، ويتجاوزان أي شراكة أو ولاء».
صرحت حكومة كوسوفو في 3 أغسطس بأنها لن تقبل صفقة قوات الكوسوفو مع صربيا، والتي تضمنت تحريك حواجز الطرق في شمال كوسوفو. اتهم وزير الخارجية، إنفير خوجاي، صربيا في اليوم التالي بالسعي لاستغلال التوترات المتزايدة لمتابعة ما أسماه «حلم صربيا الطويل الأمد المتمثل في تقسيم المنطقة».

### صربيا
طلبت صربيا من لبنان وألمانيا عقد اجتماع طارئ في الأمم المتحدة خلال المرحلة الأولى من الاشتباكات. أيدت روسيا والصين الطلب الصربي، ولكن الولايات المتحدة والمملكة المتحدة عارضتا هذه الخطوة، وأرادتا مناقشة قضية كوسوفو في الأمم المتحدة في الشهر التالي. وافقت الأمم المتحدة على الطلب الصربي، وكان من المقرر عقد اجتماع الأمم المتحدة الطارئ في 28 يوليو خلف جلسة مغلقة. ندد مكتب الرئيس بوريس تاديتش بالعنف قائلًا: «المشاغبون الذين يشعلون العنف لا يدافعون عن الشعب أو الدولة الصربية. يجب على الناس الامتناع عن العنف».
قال وزير الدولة لشؤون كوسوفو، أوليفر إيفانوفيتش، بعد المرحلة الأولى من الاشتباكات: «إن عملًا واحدًا من أعمال العنف ينتج المزيد من العنف، وأنا أخشى أننا ندخل في دوامة من العنف». نقلت وكالة رويترز للأنباء عن بوركو ستيفانوفيتش، كبير مفاوضي أحد الفرق الصربية التي تحاول إيجاد حل لأعمال العنف، قوله إن «هذا العمل العنيف هو عمل إجرامي ومتطرف يمثل محاولة واضحة لتقويض العملية التي نتابعها، والمحاولات لحل جميع القضايا بطريقة سلمية. يفاقم ذلك موقف الصرب في شمال كوسوفو وميتوهيا بشكل كبير، ولا يساهم في حل المشاكل التي أوصلتنا إلى هنا في اليومين الماضيين».
قال غوران بوغدانوفيتش، الوزير الصربي لكوسوفو وميتوهيا، إن مسؤولي صرب كوسوفو وقوات كوسوفو بحاجة إلى التوصل إلى اتفاق، وطلب من قوات كوسوفو وصرب كوسوفو وقف العنف، إذ أظهر بدء المحادثات في 19 أكتوبر استعداد الصرب للتوصل إلى حل سلمي. قال فوك يريمتش أيضًا إن قوات كوسوفو بحاجة إلى وقف التحريض على العنف، وشدد على وجوب احترام قرار مجلس الأمن رقم 1244 لأنه يسعى إلى حل سلمي.

### قوات كوسوفو-بعثة الاتحاد الأوروبي لسيادة القانون في كوسوفو
تولى إرهارد دروز قيادة قوات كوسوفو في 29 سبتمبر. بدأت المحادثات بين قوات كوسوفو ومسؤولين من صرب كوسوفو في 19 أكتوبر. قدمت قوات كوسوفو إنذارًا نهائيا لحرية الحركة داخل شمال كوسوفو بواسطة مركبات قوات كوسوفو وبعثة الاتحاد الأوروبي. قُبِل وجود قوات كوسوفو، ولكن رُفِض وجود بعثة الاتحاد الأوروبي. أصر مسؤولو قوات كوسوفو على ضرورة السماح لبعثة الاتحاد الأوروبي بالدخول. واجهت المحادثات طريقًا مسدودة نتيجة لذلك. قال المقدم رالف أداميك في قوات كوسوفو إن قوات كوسوفو ليس لديها خطط لاستخدام القوة لإزالة الحواجز، ولكن لها الحق في استخدام القوة. قال غوران بوغدانوفيتش إن مسؤولي صرب كوسوفو وقوات كوسوفو بحاجة إلى التوصل إلى اتفاق، وطلب من قوات كوسوفو وصرب كوسوفو وقف العنف. أضاف فوك يريمتش، وزير الخارجية الصربي، أن قوات كوسوفو بحاجة إلى وقف دائرة العنف، وشدد على ضرورة احترام قرار الأمم المتحدة رقم 1244 لأنه يسعى إلى حل سلمي.

### الهيئات فوق الوطنية
- أصدرت الممثلة السامية للشؤون الخارجية والسياسة الأمنية في الاتحاد الأوروبي كاترين أشتون بيانًا بعد الاشتباكات الأولية جاء فيه: «أدين بشدة أعمال العنف التي وقعت في شمال كوسوفو. هذه التطورات الأخيرة غير مقبولة»؛ وأضافت أن «مسؤولية» حكومتي صربيا وكوسوفو هي استعادة السلام بين «الشعبين». قالت نائبة المتحدث الرسمي باسمها، ماجا كوجيجانتش، إن قرار كوسوفو الأحادي الجانب لتولي المراكز الإدارية الحدودية «لم يكن مفيدًا، ولم يصدر بالتشاور لا مع الاتحاد الأوروبي أو المجتمع الدولي، ونحن لا نوافق عليه».[16]
- ورد في بيان لمنظمة حلف شمال الأطلسي في الوقت نفسه ما يلي: «تدهور الوضع في مركز جمارك يارينجي، وتأكد وقوع عمل حريق متعمد ضد هذا الموقع. وردت أيضًا تقارير مؤكدة عن إطلاق النار على أفراد قوات كوسوفو في المنطقة المجاورة».

### بلدان أخرى

#### مقدونيا
قال علي أحمدي، زعيم الاتحاد الديمقراطي من أجل الاندماج (أكبر حزب ألباني في مقدونيا)، بعد الاشتباكات الأولية إنه لن يكون حارس السلام الذي أعلنته مقدونيا بنفسها في حال تسليم شمال كوسوفو لصربيا؛ وأضاف أن الألبان يجب أن ينظموا أنفسهم كما فعلوا في عام 2001.

#### فرنسا
قال متحدث باسم وزارة الخارجية في أعقاب أحداث عام 2012 إنه «من غير المقبول» إطلاق النار على قوات كوسوفو؛ وذلك ما أظهر حاجة كوسوفو وصربيا للعمل معًا لتنفيذ اتفاقياتهما.

#### الولايات المتحدة
اتفق الرئيس باراك أوباما مع كوجيجانتش، ولكنه لم يدين كوسوفو.